# Dezmembrarea Imperiului Otoman
Dezmembrarea Imperiului Otoman a avut loc la sfârșitul Primului Război Mondial. Uriașul conglomerat de teritorii și popoare guvernate în trecut de sultanul Imperiului Otoman a fost împărțit între mai multe noi țări.

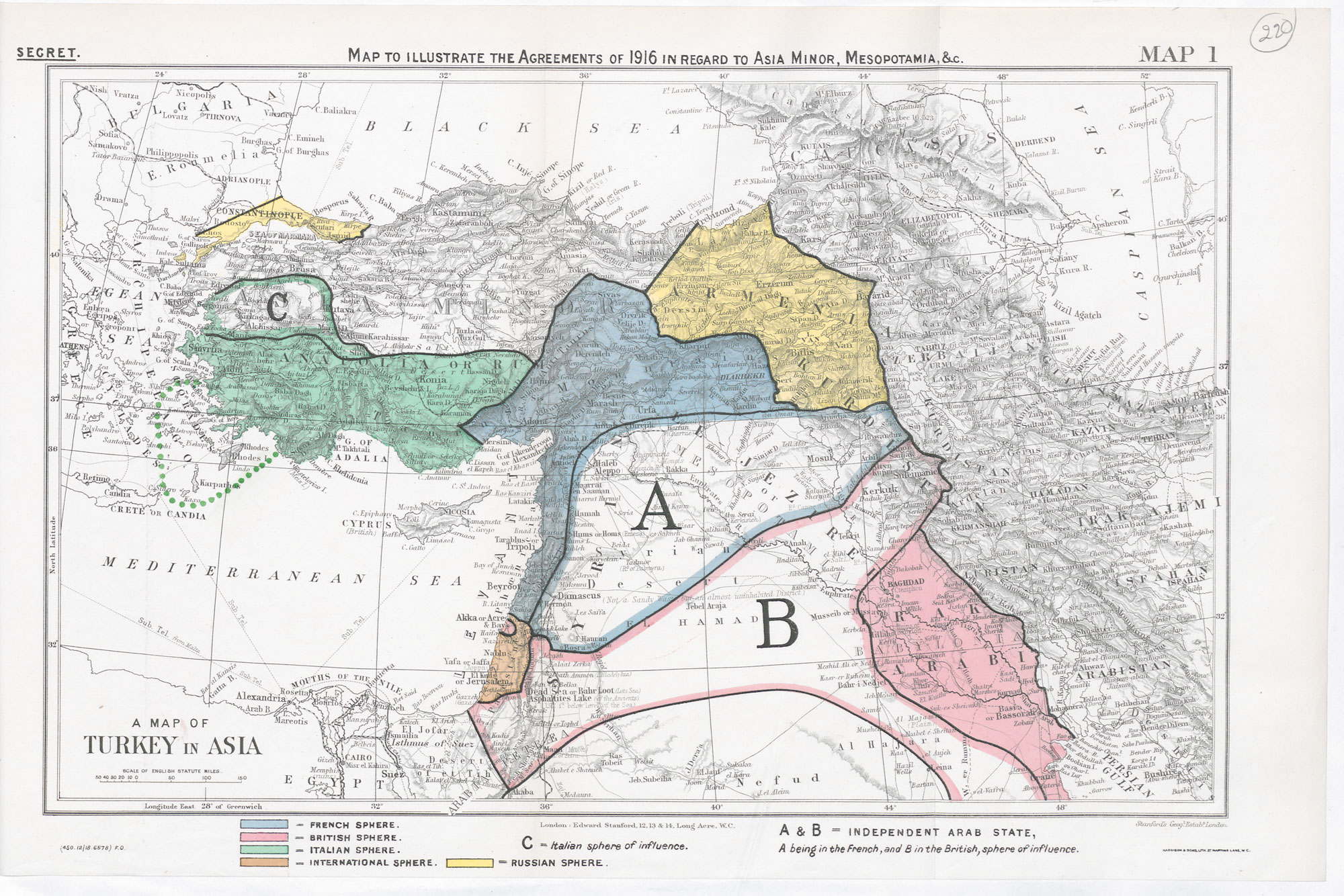
Sykes-Picot.

Dezmembrarea a fost pusă la cale încă din primele zile ale războiului, deși inamicii otomanilor, reuniți în Antanta, nu au căzut de acord asupra dezideratelor lor postbelice și au încheiat acorduri duble sau cel mult triple. După ocuparea Constantinopolului de trupele britanice și franceze în noiembrie 1918, guvernul otoman s-a prăbușit și a semnat tratatul de la Sèvres în 1920. Războiul Turc de Independență i-a adus însă din nou pe Aliați la masa negocierilor, înainte ca tratatul să fie ratificat. Aliații și Marea Adunare Națională a Turciei au semnat și au ratificat apoi noul tratat de la Lausanne în 1923, înlocuind tratatul de la Sèvres și rezolvând majoritatea problemelor teritoriale. O problemă nerezolvată (cea a Mosulului) a fost apoi negociată sub egida Ligii Națiunilor în 1925.
Dezmembrarea Imperiului Otoman a dus la înființarea statelor moderne din lumea arabă de astăzi, precum și a Republicii Turcia. Liga Națiunilor a acordat Franței mandat asupra Siriei și Libanului, iar Regatului Unit a acordat mandate asupra Mesopotamiei și Palestinei (care la rândul ei a fost împărțită în două: Palestina și Transiordania). Unele părți din Imperiul Otoman aflate în Peninsula Arabă au devenit părți din actualele state Arabia Saudită și Yemen.